# Ашперлово
Ашперлово — деревня в Пашском сельском поселении Волховского района Ленинградской области.

## История
Смежные деревни Горка и Подгорье упоминаются на карте Санкт-Петербургской губернии Ф. Ф. Шуберта 1834 года.

ПОДГОРЬЕ — деревня принадлежит господам Зиновьевым, число жителей по ревизии: 22 м. п., 20 ж. п.

ПАНЬКОВА ГОРА — деревня принадлежит поручику Апрелеву, число жителей по ревизии: 17 м. п., 15 ж. п.. (1838 год)

На карте Ф. Ф. Шуберта 1844 года деревня Подгорье, а также деревня Новинка, расположенные на правому берегу реки Пармета обозначены как Волость Ашперловская.

ПОДГОРЬЕ — деревня госпожи Ирины Дрейер, по просёлочной дороге, число дворов — 5, число душ — 11 м. п. (1856 год)

АМПЕРЛА ГОРА — деревня владельческая при реке Пярмяти, число дворов — 11, число жителей: 30 м. п., 25 ж. п.

АМПЕРЛА ПОДГОРЬЕ — деревня владельческая при реке Пярмяти, число дворов — 7, число жителей: 17 м. п., 11 ж. п. (1862 год)

В 1869—1870 годах временнообязанные крестьяне деревни Ашперла Гора выкупили свои земельные наделы у Л. Я. Маляго и стали собственниками земли.
В 1871—1876 годах свои земельные наделы у А. Ф., Ф. Ф, П. Ф. и П. Ф. Саблиных, Т. Ф. Бессоновой и А. Ф. Эльман выкупили временнообязанные крестьяне деревни Амперло Подгорье.
Согласно материалам по статистике народного хозяйства Новоладожского уезда 1891 года, одно из имений при селении Ашперлова Гора площадью 335 десятин принадлежало мещанам П. и В. Степановым, второе имение площадью 282 десятины принадлежало наследникам дворянина Ф. Н. Иванова, третье имение принадлежало местному крестьянину И. Родионову, все три имения были приобретены до 1868 года.
Согласно епархиальным сведениям 1899 года деревня относилась к приходу Крестовоздвиженской церкви Шижнемского погоста в селе Часовенское Новоладожского уезда.
В конце XIX — начале XX века деревня административно относилась к Николаевщинской волости 3-го стана Новоладожского уезда Санкт-Петербургской губернии.
По данным «Памятной книжки Санкт-Петербургской губернии» за 1905 год деревня называлась Антерла-Гора и входила в состав Антерловского сельского общества.
Земли деревни Горы принадлежали: дворянину Станиславу Михайловичу Непецкому — 279 десятин, коллежскому асессору Ананию Владимировичу Ратькову-Рожнову — 4504 десятины, коллежскому асессору Якову Владимировичу Ратькову-Рожнову — 1394 десятины, Виктору Трофимовичу Титову — 1500 десятин, санкт-петербургскому мещанину Степану Амосовичу Степанову — 289 десятин. В деревне Подгорье, земля в размере 1602 десятины принадлежала наследникам купеческого сына Константина Степановича Торшилова.
Согласно военно-топографической карте Петроградской и Новгородской губерний издания 1912 года деревня состояла из двух смежных — Горки и Подгорье. Вместе с соседней деревней Новинки местность обозначена как Волость Ашперловская.
Согласно карте Петербургской губернии издания 1922 года деревня называлась Горки.
На карте Ленинградской области Северо-западного аэрогеодезического треста ГГУ издания 1932 года нанесены три смежные деревни: Ашперлова Гора, насчитывающая 16 дворов, а также Новинка и Подгорье — каждая из 9 дворов.
По данным 1933 года деревня Ашперлова Гора входила в состав Кондежского сельсовета Пашского района Ленинградской области.

Деревня Ашперлово на карте 1940 года

Согласно карте РККА 1940 года от деревни начиналась, уходящая на юг, в лес, лежнёвка.
По данным 1966 года в состав Кондежского сельсовета Волховского района входили деревни Ашперлово-Гора и Ашперлово Подгорье.
По данным 1973 года в состав Кондежского сельсовета входила деревня Ашперлово.
По данным 1990 года деревня Ашперлово входила в состав Часовенского сельсовета.
В 1997 году в деревне Ашперлово Часовенской волости проживали 12 человек, в 2002 году — 9 человек (все русские).
В 2007 году в деревне Ашперлово Пашского СП — 7, в 2010 году — 6 человек.

## География
Деревня расположена в северо-восточной части района на автодороге Сорзуй — Новина.
Расстояние до административного центра поселения — 47 км.
Расстояние до ближайшей железнодорожной станции Паша — 47 км.
Деревня находится на правом берегу реки Парметка.

## Демография
| 1838 | 1862 | 1997 | 2002 | 2007 | 2010 | 2012 |
| ---- | ---- | ---- | ---- | ---- | ---- | ---- |
| 74   | ↗83  | ↘12  | ↘9   | ↘7   | ↘6   | ↘3   |
| 2017 |      |      |      |      |      |      |
| ↘1   |      |      |      |      |      |      |

### Национальный состав
Согласно данным Всероссийской переписи населения 2021 года в деревне проживали 6 человек, все русские.